# 日本罐詰
日本罐詰株式会社（にほんかんづめ）は、北海道河西郡芽室町にある企業。明治のグループ会社。

## 概要
十勝を中心に約2,500 haの畑からスイートコーンを集荷して加工し、十勝工場の缶詰製造量は日本国内シェアの75 %を占めていたが、「平成28年台風第10号」による芽室川氾濫の被害を受けて十勝工場が操業停止した。この影響により、キユーピーが製造委託していた「アヲハタ」「ほしえぬ」（業務用）ブランドのスイートコーンをはじめとした商品が販売休止に追い込まれた。親会社の明治は十勝工場を缶詰事業から撤退し、パック詰めして販売する「レトルトパウチ事業」へ転換する方針を発表した。

## 沿革
- 1948年（昭和23年）「日本農産罐詰」として設立。
- 1949年（昭和24年）：富山県東砺波郡に工場を設置して操業開始。
- 1950年（昭和25年）：富山県高岡市に工場移転し、高岡工場新設。北海道帯広市に帯広工場新設。「日本罐詰」に社名変更。
- 1953年（昭和28年）：明治乳業（現在の明治）が資本参加。
- 1971年（昭和46年）：帯広工場を河西郡芽室町に移転し、十勝工場新設。
- 1981年（昭和56年）：大一道東飲料を買収（翌年にエヌ・シー・サンフーズに社名変更）。
- 1993年（平成05年）：エヌ・シー・サンフーズを合併し、芽室工場とする。
- 1995年（平成07年）：十勝工場にて調理冷凍食品の製造開始。
- 1999年（平成11年）：十勝工場にて冷凍野菜の製造開始。
- 2003年（平成15年）：小型パウチドライパック化商品の製造開始。お弁当商材（カップイン商品）の製造開始。
- 2004年（平成16年）：高岡工場閉鎖し、十勝工場に事業統合。
- 2016年（平成28年）：台風による浸水被害を受け、十勝工場操業停止。
- 2017年（平成29年）：事業見直しを行い、十勝工場操業再開[8]。

## 事業所
- 本社 - 北海道河西郡芽室町西9条9丁目1
- 東京営業所 - 東京都品川区東五反田1-11-8 大阪屋ビル6階
- 十勝工場 - 北海道河西郡芽室町西9条9丁目1
- 芽室工場 - 北海道河西郡芽室町東10条10丁目2

## 主な製品
十勝工場
- レトルトパウチ
  - ホールコーン、クリームコーンなど
- 冷凍野菜
  - コーン、ブロッコリー、グリーンピース、かぼちゃ、ミックスベジタブルなど

芽室工場
- 冷凍野菜
  - 枝豆、インゲン
- その他
  - 個包装